# Шарвин, Василий Васильевич
Василий Васильевич Шарвин (1870—1930) — советский химик, профессор, популяризатор науки. Один из организаторов анилинокрасочной промышленности в СССР.

## Биография
Родился 30 мая (11 июня) 1870 года в Москве в семье потомственного почётного гражданина.
Окончил Московское реальное училище (1890) и Императорское Московское техническое училище (1896) со званием инженера-технолога. В 1896—1898 годах совершенствовал образование под руководством В. Мейера и Л. Гаттермана в Гейдельбергском университете, где, защитив диссертацию «Об изомерии кетоксимов», получил степень доктора философии.
Осенью 1898 года был принят на должность лаборанта при кафедре органической химии Московского технического училища; с 1899 года стал читать в нём курс по технологии пигментов, который впоследствии стал называться курсом химии и технологии красящих веществ; этот курс Шарвин читал 31 год. В 1903/1904 уч. году читал также лекции и руководил работой лаборатории органической химии. Одновременно читал курсы неорганической и органической химии в Московском коммерческом институте (1906—1910).
В 1907—1929 годах занимал кафедру химии механического отделения Московского технического училища, а на химическом отделении с 1903 года руководил дипломными работами в области химии и химической технологии красящих веществ и с 1908 года — дипломным проектированием по этой специальности. В 1912 году был утверждён адъюнкт-профессором по кафедре химической технологии и, кроме химии и технологии красящих веществ, читал лекции по химии текстильных волокон и курс технологии каменноугольного дёгтя. В 1917 году был избран на должность профессора. В 1927—1930 гг. состоял председателем текстильно-химического цикла химического факультета МВТУ.
С августа 1919 года был заведующим научным отделом Румянцевского музея.
Основные работы В. В. Шарвина относятся к химии и химической технологии органических красителей. Он установил, что образование стереоизомерных оксимов возможно лишь для кетонов с двумя ароматическими или гидроароматическими радикалами. Совместно с П. П. Шорыгиным определил (1903) условия образования несимметричных изомерных оксимов. В 1904—1906 годах изучал продукты конденсации антрахинона с фенолом и резорцином, установил строение полученных продуктов. Получил новые красители действием анилина на галоидированные фталеины. Был одним из организаторов анилино-красочной промышленности в СССР.
Занимался популяризацией науки. Среди его книг:
- Введение в химию. Краткий курс неорганической химии для высших учебных заведений и самообразования. — М., 1914; в 1930 году вышло 5-е издание;
- Химия на службе человеку. — М.: типо-лит. т-ва И.Н. Кушнерев и К°, 1903. — 34 с.
- Живой и мертвый капитал природы (Энергия, ее сохранение и обесценение). — М.: типо-лит. т-ва И.Н. Кушнерев и К°, 1906. — 31 с.
- Как создается наука: Воззрения Эрнста Маха. — М., 1906. — 36 с.;
- Использование азота воздуха: Публ. лекция, прочит. в аудитории Политехн. музея 14 февр. 1909 г. / В. В. Шарвин, преп. Имп. Техн. уч-ща. — М.: тип. т-ва И. Д. Сытина, 1909. — 48 с., 1 л. цв. черт.
- К вопросу об испытании окрасок на светопрочность : Руководящие положения, общ. ход работ и результаты опытов по применению искусств. источников света для испытания окрасок на светопрочность / [Адъюнкт-проф. В. Шарвин]. — М.: т-во скоропеч. А.А. Левенсон, 1913. — 12 с. : черт.
- Энергия, ее сохранение и вырождение / В. В. Шарвин, проф. Моск. высш. техн. училища. — М.: Мир, 1922. — 62 с. — (Научное обозрение; № 3).
- Химическая промышленность. — М., 1924;
- Юстус Либих. — Москва: Государственное издательство, 1925. — 66, [1] с., 1 л. фронт. (портр.) — (Биографическая библиотека).
- Марселен Бертло: К столетию со дня его рождения 25 октября 1827 г. — Л., 1928;
- Химия для всех: книга для общего знакомства с основами современной химии. — Л., 1929.

Жена — Александра Георгиевна. Их сын, Юрий Васильевич Шарвин — советский физик, академик Академии наук СССР.
Профессор В. В. Шарвин значился среди жильцов дома № 7 по Остоженке (кв. № 59). По воспоминаниям внука, кандидата физико-математических наук Дмитрия Юрьевича Шарвина в царское время семья жила в «многокомнатной дедовской профессорской квартиры в Обыденском переулке. Их там стали уплотнять, и мой дед вместе со своим другом академиком Мензбиром, орнитологом, переселились в какой-то дом рядом с Ленинской библиотекой. Но вскорости там стали копать метро, и дом поплыл. Тут уже переехали на Петроверигский».
Умер 30 ноября 1930 года от воспаления лёгких.